# Phtheochroa gracillimana
Phtheochroa  es una especie de polilla de la familia Tortricidae. Se encuentra en España.
La envergadura es de 6–9 mm. Se han registrado vuelos en adultos en junio.